# Lwóweckie Lato Agatowe
Lwóweckie Lato Agatowe (skrót: LLA, ang. Lwowek Agate Summer, Crystal Days; niem. Achatsommer, Mineralientage, Kristall-Tage, Kristalltage) – największa impreza mineralogiczna w Polsce odbywająca się we Lwówku Śląskim. Lwóweckie Lato Agatowe obecnie trwa 3 dni i odbywa się corocznie od 1998 roku w każdy drugi, pełny weekend lipca w Lwówku Śląskim. Impreza jest jedną z wpisanych w strategię rozwoju i promocji Dolnego Śląska. Motywem przewodnim imprezy są agaty, a jedną z głównych atrakcji Lwóweckiego Lata Agatowego jest międzynarodowa giełda minerałów, wyrobów z nich i skamieniałości, na której miasto organizuje co roku wystawy tematyczne związane z minerałami Lwóweckie Lato Agatowe poprzedza sejmik geologiczny, na który wstęp jest bezpłatny, odbywający się w listopadzie. Organizacją LLA zajmuje się gmina i miasto Lwówek Śląski i Lwówecki Ośrodek Kultury. 

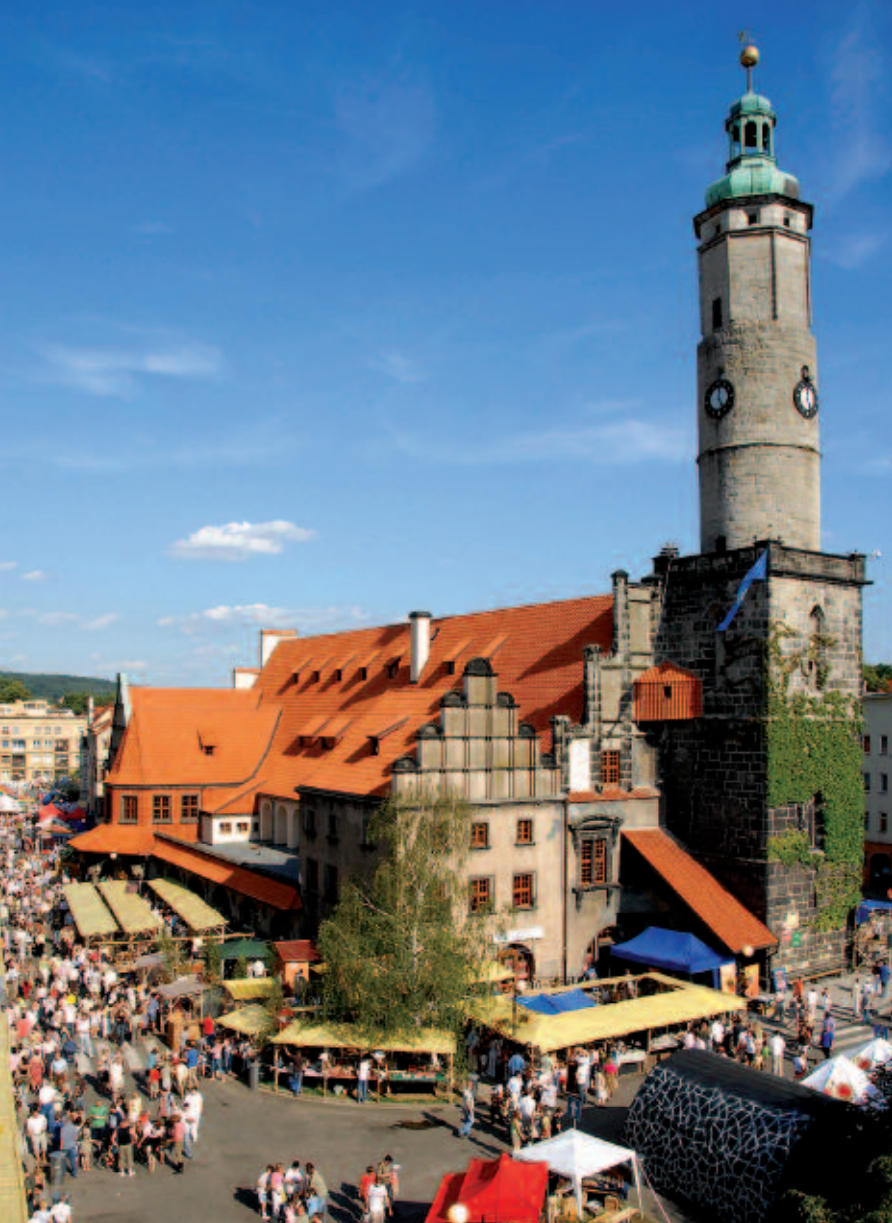
Widok na giełdę minerałów odbywającą się wokół ratusza w trakcie LLA

## Historia

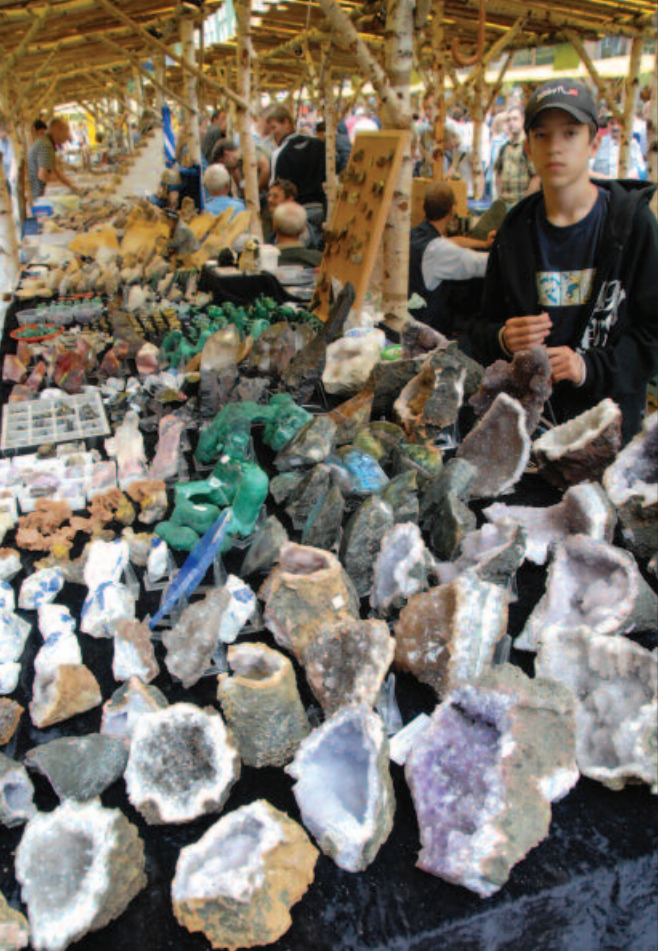
Stoiska na giełdzie minerałów na LLA. Na pierwszym planie Ametysty.

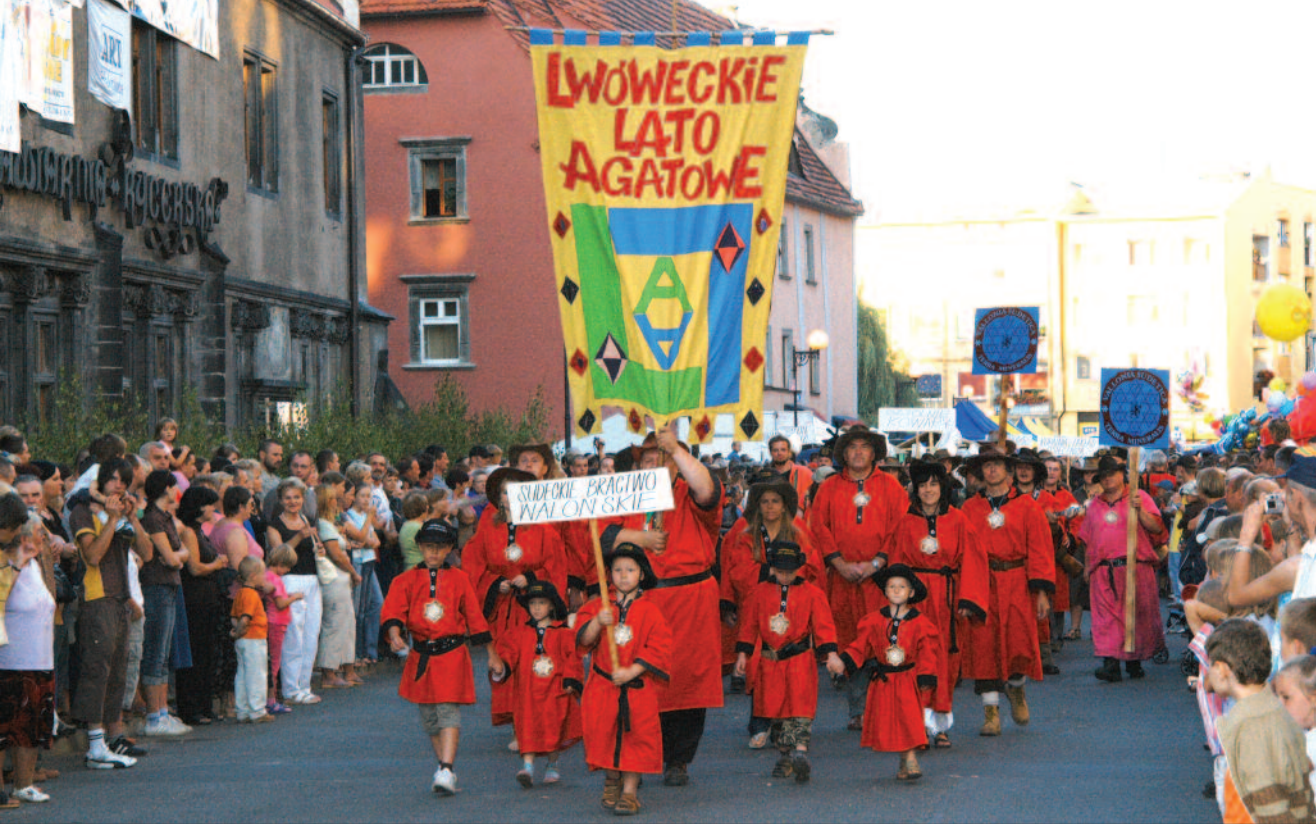
Parada poszukiwaczy skarbów jest nieodłącznym elementem każdego Lata Agatowego

Nazwę imprezie nadano w związku z występowaniem w rejonie Lwówka (Płóczki Górne) agatów o dużych walorach kolekcjonerskich. Przed Lwóweckim Latem Agatowym, w mieście, od 16 lat odbywał się Festiwal Teatrów Ulicznych. Pierwsze Lwóweckie Lato Agatowe odbyło się w 1998 r. i jego głównym elementem były wydarzenia kulturalne, zwłaszcza plenerowe spektakle teatralne. Zorganizowano też niewielką giełdę minerałów z trzema sprzedającymi. Od IV Lata Agatowego impreza nastawiła się na specjalizację w tematyce mineralogiczno-geologicznej, a giełda minerałów stała się jej podstawowym elementem. Zaczęto organizować sympozja lub warsztaty geologiczne i liczne wystawy tematyczne związane z geologią. W ramach giełdy działają też stanowiska z prezentacjami cięcia i szlifowania kamieni ozdobnych oraz chata walońska z rekonstrukcją wyrobiska agatowego. Oprócz imprez związanych z geologią w ramach Lata odbywają się także koncerty na dwóch estradach, jarmark różnych produktów niegeologicznych i imprezy sportowe.
Organizatorem LLA jest Gmina i Miasto Lwówek Śląski. Według danych organizatorów z 2013 r. w ramach giełdy działa 60 stanowisk oferujących tylko minerały oraz skamieniałości. Ogólna liczba stanowisk oscyluje między 100 a 500, nie licząc stoisk jarmarku. Liczba osób uczestniczących co roku w LLA wg różnych danych może wynosić od 5 do 20 tysięcy, choć organizatorzy nie wykluczają nawet 50 tys. osób z kraju i zagranicy.
Według danych organizatorów z 2013 r. od kilku lat patronem medialnym LLA są: TVP3 Wrocław, Polskie Radio Program I, Nowiny Jeleniogórskie. LLA było wielokrotnie opisywane w prasie krajowej, ale także zagranicznej.
Duchowym patronem LLA jest Rotmistrz Wielkopolsko–Śląskiego Bractwa Siedmiu Gwiazd. Św. Wawrzyniec to patron poszukiwaczy skarbów oraz patron Lwóweckiego Lata Agatowego. XX Lwóweckie Lato Agatowe było połączone z obchodami 800-lecia miasta Lwówek Śląski.

## Atrakcje

### Główne
- Hejnał lwówecki obwieszczający otwarcie LLA,
- Parada poszukiwaczy skarbów uroczyście otwierająca LLA,
- Parada Motocykli,
- Ponad 350 stoisk[27], w tym ponad 80 prezentujących wyłącznie minerały i skamieniałości[28] (giełda minerałów),
- Bezpłatna wycena minerałów i kamieni szlachetnych,
- Giełda rękodzieła i rękodzieła artystycznego,
- Jarmark osobliwości, produktów regionalnych,
- Wystawa główna w ratuszu prezentująca temat przewodni trwającego lata agatowego,
- Mniejsze wystawy tematyczne minerałów w ratuszu,
- Prelekcje i wykłady,
- Sesja popularnonaukowa w ratuszu,
- Warsztaty geologiczne,
- Prezentacje prywatnych kolekcji minerałów,
- Wystawa konkursowa prywatnych kolekcji minerałów,
- Koncerty i występy artystyczne,
- Prezentacja Agatusa – monety okolicznościowej LLA,
- Wejście do Baszty Bramy Bolesławieckiej i Baszty Bramy Lubańskiej (zwanej Walońską[29]),
- Wesołe miasteczko (lunapark),
- Wystawy fotografii w sieni ratusza.

### Aktywności
- Agatowe marsze na Szwajcarię lwówecką trasą Nordic Walking[30],
- Bieg Szlakiem Agatowym,
- Chata Walońska, Agatowa Wioska[25] – Pokazy i nauka cięcia i szlifowania agatów,
- Międzynarodowy turniej gry w boule,
- Pokazy płukania złota,
- Pokazy polerowania bursztynu,
- Poszukiwanie agatów na Polach Agatowych w Płóczkach Górnych,
- Strefa geo-zabawy dla dzieci,
- Zwiedzanie lwóweckiej Placówki Historyczno-Muzealnej w ratuszu,
- Zwiedzanie lwóweckiego Muzeum Browarnictwa Dolnośląskiego.

### Konkursy
- Agatowy Turniej Miast Partnerskich,
- Konkursy dla dzieci,
- Mała scena z programem artystycznym dla najmłodszych,
- Turniej o tytuł Mocarza LLA,
- Zawody strzeleckie o Agat LLA[31],
- Zawody wędkarskie o „Agat Lwówecki”.

### Gastronomia
- Część gastronomiczna LLA,
- Ogródki piwne z piwami z Browaru Lwówek i innymi,
- Stoiska z wyrobami regionalnymi.

### Inne atrakcje
- Lokalne publikacje i książki nt. regionu i minerałów dostępne w punkcie informacji turystycznej,
- Prezentacje klubów sportowych,
- Strefa roślin dla domu i ogrodu,
- Pokaz laserów na zakończenie LLA (dawniej fajerwerków)[32][33].

## Koncerty

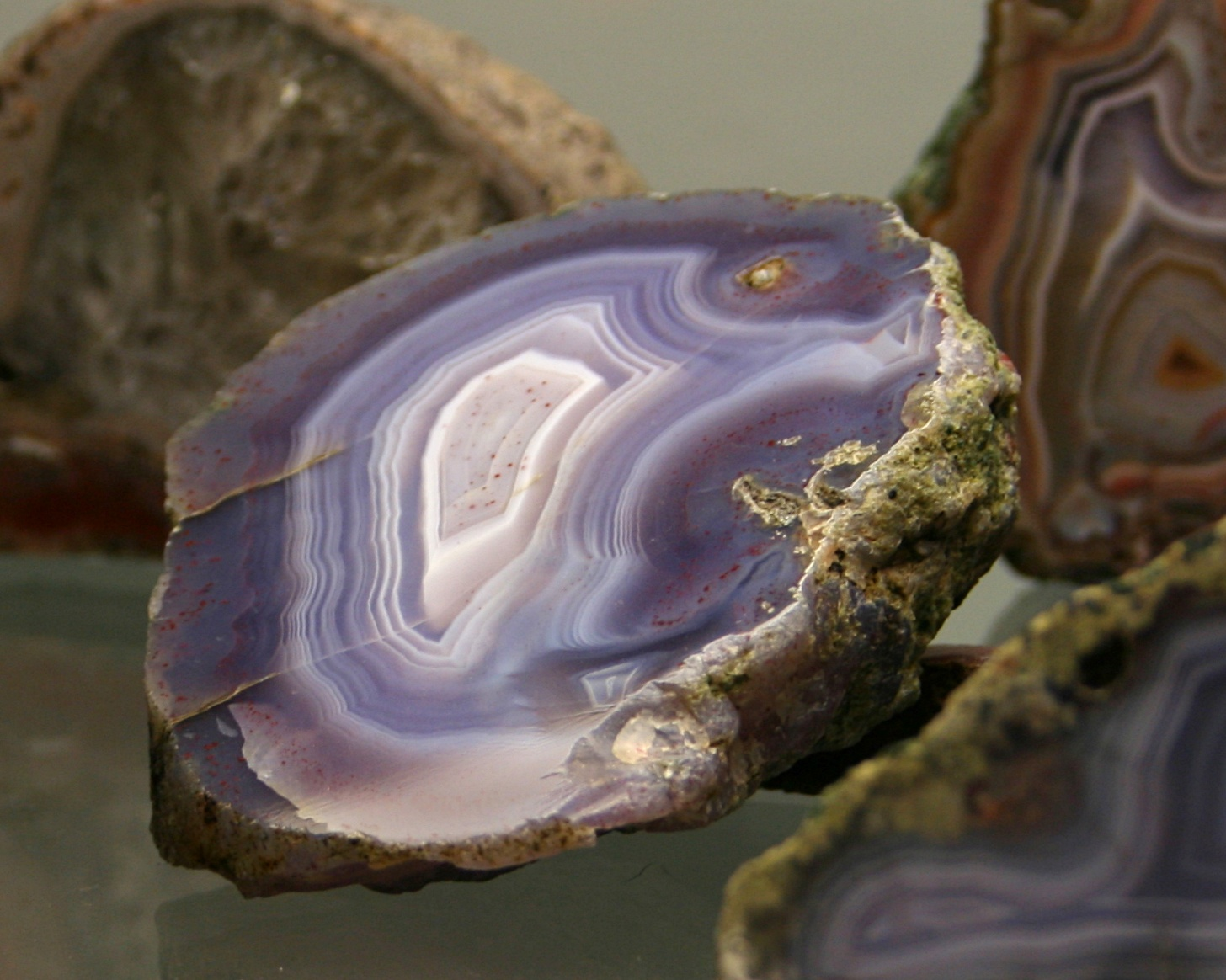
Fioletowy agat z Płóczek Górnych

| Koncerty na Lwóweckim Lecie Agatowym | Koncerty na Lwóweckim Lecie Agatowym | Koncerty na Lwóweckim Lecie Agatowym                        | Koncerty na Lwóweckim Lecie Agatowym                          | Koncerty na Lwóweckim Lecie Agatowym                 |
| Rok                                  | Lato Agatowe                         | Piątek                                                      | Sobota                                                        | Niedziela                                            |
| ------------------------------------ | ------------------------------------ | ----------------------------------------------------------- | ------------------------------------------------------------- | ---------------------------------------------------- |
| 2001                                 | IV Lwóweckie Lato Agatowe            | Eleni, Formacja Nieżywych Schabuff, Zbigniew Wodecki        | Eleni, Formacja Nieżywych Schabuff, Zbigniew Wodecki          | Eleni, Formacja Nieżywych Schabuff, Zbigniew Wodecki |
| 2002                                 | V Lwóweckie Lato Agatowe             | 12 lipca – Czerwone Gitary                                  | 13 lipca – Czerwony Tulipan                                   | 14 lipca – Rudi Schuberth                            |
| 2003                                 | VI Lwóweckie Lato Agatowe            | 11 lipca – Stachursky                                       | 12 lipca – Skaldowie                                          | 13 lipca – Raz, Dwa, Trzy                            |
| 2004                                 | VII Lwóweckie Lato Agatowe           | 16 lipca – Kombii                                           | 17 lipca – Za Kratą, Obstawa Prezydenta, Brathanki            | 18 lipca – Trubadurzy                                |
| 2005                                 | VIII Lwóweckie Lato Agatowe          | 15 lipca – Papa Blues, Za Kratą, LLA Valon, Maryla Rodowicz | 16 lipca – Sławek Wierzcholski i Nocna Zmiana Bluesa, In-Grid | 17 lipca – Czarno-Czarni, Buenos Amigos              |
| 2006                                 | IX Lwóweckie Lato Agatowe            | 14 lipca – Golec uOrkiestra                                 | 15 lipca – Mr. Zoob, Dżem                                     | 16 lipca – Rico Sanchez and The Gipsy Kings          |
| 2007                                 | X Lwóweckie Lato Agatowe             | 13 lipca – Perfect                                          | 14 lipca – Kate Ryan                                          | 15 lipca – Bad Boys Blue, Babylon                    |
| 2008                                 | XI Lwóweckie Lato Agatowe            | 11 lipca – De Mono                                          | 12 lipca – Grupa Operacyjna, Boney M, Wędrowne Gitary         | 13 lipca – Łzy                                       |
| 2009                                 | XII Lwóweckie Lato Agatowe           | 17 lipca – T.Love                                           | 18 lipca – Big Fat Mama, Kult                                 | 19 lipca – Zbigniew Wodecki                          |
| 2010                                 | XIII Lwóweckie Lato Agatowe          | 16 lipca – Myslovitz                                        | 17 lipca – Kasia Kowalska                                     | 18 lipca – Hey                                       |
| 2011                                 | XIV Lwóweckie Lato Agatowe           | 15 lipca – Ira                                              | 16 lipca – Sumptuastic, Afromental                            | 17 lipca – Boys                                      |
| 2012                                 | XV Lwóweckie Lato Agatowe            | 13 lipca – Wilki                                            | 14 lipca – Volver, Skaner                                     | 15 lipca – Blue Cafe                                 |
| 2013                                 | XVI Lwóweckie Lato Agatowe           | 12 lipca – Enej                                             | 13 lipca – Patrycja Markowska                                 | 14 lipca – Feel                                      |
| 2014                                 | XVII Lwóweckie Lato Agatowe          | 11 lipca – Dżem                                             | 12 lipca – Video                                              | 13 lipca – Sylwia Grzeszczak                         |
| 2015                                 | XVIII Lwóweckie Lato Agatowe         | 17 lipca – Rafał Brzozowski                                 | 18 lipca – Weekend                                            | 19 lipca – Ania Wyszkoni                             |
| 2016                                 | XIX Lwóweckie Lato Agatowe           | 15 lipca – Agineszka Chylińska                              | 16 lipca – AfterParty, Norbi                                  | 17 lipca – Poparzeni Kawą Trzy                       |
| 2017                                 | XX Lwóweckie Lato Agatowe            | 14 lipca – Czerwone Gitary, Enej                            | 15 lipca – Playboys, Piękni i Młodzi                          | 16 lipca – Sumptuastic, Piersi                       |
| 2018                                 | XXI Lwóweckie Lato Agatowe           | 13 lipca – Kamil Bednarek                                   | 14 lipca – Czadoman, Camasutra                                | 15 lipca – Maciej Maleńczuk                          |
| 2019                                 | XXII Lwóweckie Lato Agatowe          | 12 lipca – Natalia Nykiel                                   | 13 lipca – Cleo                                               | 14 lipca – Natalia Szroeder                          |
| 2020                                 | z powodu epidemii odwołane           | z powodu epidemii odwołane                                  | z powodu epidemii odwołane                                    | z powodu epidemii odwołane                           |
| 2021                                 | z powodu epidemii odwołane           | z powodu epidemii odwołane                                  | z powodu epidemii odwołane                                    | z powodu epidemii odwołane                           |
| 2022                                 | XXIII Lwóweckie Lato Agatowe         | 15 lipca – Video (zespół muzyczny)                          | 16 lipca – Classic                                            | 17 lipca – Dawid Kwiatkowski                         |
| 2023                                 | XXIV Lwóweckie Lato Agatowe          | 14 lipca – Smolasty                                         | 15 lipca – Weź nie pytaj, Kordian                             | 16 lipca – Michał Szpak                              |
| 2024                                 | XXV Lwóweckie Lato Agatowe           | 12 lipca – Cleo                                             | 13 lipca – covery Boney M., ABBA oraz Roxette                 | 14 lipca – Daj to głośniej                           |
| 2025                                 | XXVI Lwóweckie Lato Agatowe          | 11 lipca – Louis Villain                                    | 12 lipca – Varius Manx i Kasia Stankiewicz                    | 13 lipca – Skolim                                    |

## Wystawy
Co roku podczas Lwóweckiego Lata Agatowego organizowane są w sieni ratusza różnorodne wystawy tematyczne związane z geologią przedstawiające zbiory ciekawych minerałów z Polski i świata.
| Wystawy na Lwóweckim Lecie Agatowym | Wystawy na Lwóweckim Lecie Agatowym | Wystawy na Lwóweckim Lecie Agatowym | Wystawy na Lwóweckim Lecie Agatowym |
| Rok                                 | Lato Agatowe                        | Wystawa | Ilustracja |
| ----------------------------------- | ----------------------------------- | --- | --- |
| 2002                                | V Lwóweckie Lato Agatowe            | Metody rozpoznawania skał i minerałów | Widok na ratusz w Lwówku Śląskim, gdzie w czasie LLA mieszczą się wystawy i widok na rynek wokół ratusza, na którym odbywa się giełda minerałów |
| 2003                                | VI Lwóweckie Lato Agatowe           | Madagaskar – ginący świat (wystawa mineralogiczno-przyrodnicza)                                                                                  | Turmalin z Madagaskaru |
| 2005                                | VIII Lwóweckie Lato Agatowe         | Polskie dinozaury (Wystawa paleontologiczna) | Szkielet silezaura |
| 2006                                | IX Lwóweckie Lato Agatowe           | Kamienie z kosmosu | Meteoryt żelazny |
| 2007                                | X Lwóweckie Lato Agatowe            | Diamenty, szmaragdy, rubiny - kamienie szlachetne                                                                                                | Szmaragdy |
| 2008                                | XI Lwóweckie Lato Agatowe           | Skamieniała flora | Skamieniały liść wiązu |
| 2009                                | XII Lwóweckie Lato Agatowe          | Metale zaklęte w kryształach | Kwarc i piryt na apatycie |
| 2010                                | XIII Lwóweckie Lato Agatowe         | Agaty z Płóczek Górnych, Historia z głębi ziemi                                                                                                  | Agat z podlwóweckich Płóczek Górnych |
| 2011                                | XIV Lwóweckie Lato Agatowe          | Oblicza kwarcu, Podróże z geologią | Kwarc z fantomami |
| 2012                                | XV Lwóweckie Lato Agatowe           | Bursztyn – złoto północy, Czeskie granaty, Piętnaście lat agatowych                                                                              | Bursztyn |
| 2013                                | XVI Lwóweckie Lato Agatowe          | Kolorowy świat minerałów miedzi, Ameryka Południowa                                                                                              | Samorodek miedzi |
| 2014                                | XVII Lwóweckie Lato Agatowe         | Minerały Polski, Podkrakowskie Agaty | Chryzopraz |
| 2015                                | XVIII Lwóweckie Lato Agatowe        | Minerały Maroka | Agat z Maroka |
| 2016                                | XIX Lwóweckie Lato Agatowe          | Barwy minerałów | Minerały fluorescencyjne |
| 2017                                | XX Lwóweckie Lato Agatowe           | Muzeum mineralogiczne Uniwersytetu Wrocławskiego dawniej i dziś, XX lat Lwóweckiego Lata Agatowego, Wystawa prywatnych kolekcji mineralogicznych | Amazonit ze zbiorów Muzeum Mineralogicznego UWr                                                                                                 |
| 2018                                | XXI Lwóweckie Lato Agatowe          | Kamienie szlachetne w biżuterii | Szmaragdowa broszka |
| 2019                                | XXII Lwóweckie Lato Agatowe         | Korundowe Skarby | Oszlifowany rubin |
| 2020                                | Z powodu epidemii odwołane          | Z powodu epidemii odwołane | Z powodu epidemii odwołane |
| 2021                                | Z powodu epidemii odwołane          | Z powodu epidemii odwołane | Z powodu epidemii odwołane |
| 2022                                | XXIII Lwóweckie Lato Agatowe        | - Minerały Dolnego Śląska - Rudy metali z całego świata - Bogactwo przyrodnicze i geologiczne Ziemi Lwóweckiej                                   | Srebro rodzime (zbiory Muzeum Mineralogicznego UWr)                                                                                             |
| 2023                                | XXIV Lwóweckie Lato Agatowe         | - Zatrzymane w Czasie Skamieniałości i Bursztyny - Krzemionkowe skarby Dolnego Śląska - Bogactwo przyrodnicze i geologiczne Ziemi Lwóweckiej     | Zbiory skamieniałości |
| 2024                                | XXV Lwóweckie Lato Agatowe          | - Z Agatem Przez Kontynenty - Gdzie się chowa miedź - Bogactwo przyrodnicze i geologiczne Ziemi Lwóweckiej                                       | Agat z Brazylii |
| 2025                                | XXVI Lwóweckie Lato Agatowe         | - Skamieniałości fliszu karpackiego - Skamieniałości – ślady życia zapisane w skałach - Bogactwo przyrodnicze i geologiczne Ziemi Lwóweckiej     | warstwy fliszu karpackiego |

## Agatusy
Agatus (1 Ag) to okrągła okolicznościowa moneta bita co roku przez Mennicę Walońską o wartości 1 Agatusa. Począwszy od 2009 roku Mennica Walońska bije te monety z okazji największej w Polsce giełdy mineralogicznej – Lwóweckiego Lata Agatowego. Agatusy na awersie przedstawiają historię, miejsca i ludzi związanych z Lwówkiem Śląskim. Rewers zdobi zaś zazwyczaj symbol Lwóweckiego Lata Agatowego. Agatusy mogą służyć jako środek płatniczy tylko i wyłącznie podczas Lwóweckiego Lata Agatowego jako żeton zastępczy. Agatusy bite są z mosiądzu jasnego bądź z mosiądzu oksydowanego. Obecnie nakład monety wynosi 1600 sztuk (800 z mosiądzu jasnego i 800 z mosiądzu oksydowanego). Do każdej monety dołączony jest certyfikat autentyczności. Agatusy można nabyć na stoisku Mennicy Walońskiej na terenie giełdy minerałów podczas każdego Lwóweckiego Lata Agatowego.
| Agatusy na Lwóweckim Lecie Agatowym | Agatusy na Lwóweckim Lecie Agatowym | Agatusy na Lwóweckim Lecie Agatowym | Agatusy na Lwóweckim Lecie Agatowym | Agatusy na Lwóweckim Lecie Agatowym | Agatusy na Lwóweckim Lecie Agatowym                                                                       | Agatusy na Lwóweckim Lecie Agatowym                                                             | Agatusy na Lwóweckim Lecie Agatowym                                                         | Agatusy na Lwóweckim Lecie Agatowym |
| Rok                                 | Lato Agatowe                        | Ilość (w szt.)                      | Ilość (w szt.)                      | Średnica (w mm)                     | Awers | Awers                                                                                           | Rewers                                                                                      | Rewers |
| Rok                                 | Lato Agatowe                        | złote                               | obsydiowane                         | Średnica (w mm)                     | Napis | Obrazek                                                                                         | Napis                                                                                       | Obrazek |
| ----------------------------------- | ----------------------------------- | ----------------------------------- | ----------------------------------- | ----------------------------------- | --- | ----------------------------------------------------------------------------------------------- | ------------------------------------------------------------------------------------------- | --- |
| 2009                                | XII Lwóweckie Lato Agatowe          | 6000                                | brak                                | 28                                  | „Iustus quasi leo” – „Sprawiedliwy jak lew” (sentencja po łacinie z północnej ściany lwóweckiego ratusza) | Płaskorzeźba przedstawiająca lwa z północnej ściany lwóweckiego ratusza                         | „Sigillum universitatis civium Leopolis”                                                    | Powojenny herb Lwówka Śląskiego przedstawiony w formie pieczęci                                                                                  |
| 2010                                | XIII Lwóweckie Lato Agatowe         | 2500                                | 500                                 | 28                                  | „Misericordia domini plena est terra” (cytat z Psalmu 32: „Miłosierdzia Pańskiego pełna jest ziemia”)     | Ratusz w Lwówku Śląskim od północnego wschodu                                                   | „XIII Lato Agatowe Lwówek Śląski”                                                           | Współczesny Herb Lwówka Śląskiego |
| 2011                                | XIV Lwóweckie Lato Agatowe          | 770                                 | 770                                 | 28                                  | „770 rocznica bitwy pod Legnicą”                                                                          | scena rodzajowa z bitwy pod Legnicą z 1241 roku                                                 | „XIV Lato Agatowe Lwówek Śląski”                                                            | Lew trzymający kwarc (kwarc – motyw przewodni XIV LLA)                                                                                           |
| 2012                                | XV Lwóweckie Lato Agatowe           | 500                                 | 500                                 | 28                                  | „Agatowa Kamieniczka XV wiek”                                                                             | Dawny dom burmistrza z XV wieku                                                                 | „XV Lwóweckie Lato Agatowe”                                                                 | Logo LLA wpisane w kwadrat |
| 2013                                | XVI Lwóweckie Lato Agatowe          | 710                                 | 710                                 | 32                                  | „Wielki Mistrz Sudeckiego Bractwa Walońskiego Juliusz Naumowicz”                                          | Wizerunek Juliusza Naumowicza                                                                   | „Sudetea Walonia terra mingraris”                                                           | Logo LLA i sześć sześcioramiennych gwiazd |
| 2014                                | XVII Lwóweckie Lato Agatowe         | 600                                 | 400                                 | 32                                  | „700-lecie statutu sukienników lwóweckich 1314-2014”                                                      | Wizerunek sukienników lwóweckich z Fontanny Sukienników na lwóweckim rynku                      | „Minerały Polski”                                                                           | Logo LLA i sześć sześcioramiennych gwiazd |
| 2015                                | XVIII Lwóweckie Lato Agatowe        | 500                                 | 500                                 | 28                                  | „Wieża Bramy Bolesławieckiej XIII wiek”                                                                   | Wieża Bramy Bolesławieckiej                                                                     | „Minerały Maroka” (motyw przewodni XVIII LLA)                                               | Flaga Maroka, Logo LLA |
| 2016                                | XIX Lwóweckie Lato Agatowe          | 500                                 | 500                                 | 28                                  | „Basteja i Wieża Bramy Lubańskiej XIII wiek”                                                              | Basteja znajdująca się przy al. Wojska Polskiego i Wieża Bramy Lubańskiej                       | „Barwy Minerałów”                                                                           | Logo LLA na tle trójkątów |
| 2017                                | XX Lwóweckie Lato Agatowe           | 800                                 | 800                                 | 28                                  | „800 lat Lwówka Śląskiego 1217-2017”                                                                      | Wizerunek Henryka I Brodatego i nadanego przez niego dokumentu lokacyjnego miasta Lwówek Śląski | „Najlepsze minerały z polskich zbiorów” (motyw przewodni XX LLA), „XX Lecie Lata Agatowego” | Logo LLA |
| 2018                                | XXI Lwóweckie Lato Agatowe          | 500                                 | 500                                 | 28                                  | „Wielka czwórka w świecie biżuterii – saphirus, carbunculus, smaragdus, adamas”                           | Korona z nazwami czterech minerałów                                                             | „Wojna Trzydziestoletnia 1618-1648”                                                         | Pęknięty herb Lwówka Śląskiego i złamany krzyż – nawiązanie do reformacji i tragicznych dla miasta wydarzeń związanych z wojną trzydziestoletnią |
| 2019                                | XXII Lwóweckie Lato Agatowe         | 500                                 | b.d.                                | 28                                  | „Nadanie prawa warzenia piwa 1209-2019”                                                                   | Lwówecki mnich mieszający w kadzi z piwem                                                       | „Korundowe Skarby”                                                                          | Korund w szlifie brylantowym |
| 2020                                | Z powodu epidemii odwołane          | Z powodu epidemii odwołane          | Z powodu epidemii odwołane          | Z powodu epidemii odwołane          | Z powodu epidemii odwołane                                                                                | Z powodu epidemii odwołane                                                                      | Z powodu epidemii odwołane                                                                  | Z powodu epidemii odwołane |
| 2021                                | Z powodu epidemii odwołane          | Z powodu epidemii odwołane          | Z powodu epidemii odwołane          | Z powodu epidemii odwołane          | Z powodu epidemii odwołane                                                                                | Z powodu epidemii odwołane                                                                      | Z powodu epidemii odwołane                                                                  | Z powodu epidemii odwołane |

## Wyróżnienia
| Wyróżnienia dla Lwóweckiego Lata Agatowego | Wyróżnienia dla Lwóweckiego Lata Agatowego        | Wyróżnienia dla Lwóweckiego Lata Agatowego                                                                          |
| Rok                                        | Instytucja/organizacja przyznająca                | Wyróżnienie |
| ------------------------------------------ | ------------------------------------------------- | --- |
| 2004                                       | Certyfikat Polskiej Organizacji Turystycznej      | Najlepszy produkt roku                                                                                              |
| 2006                                       | X edycja Dolnośląskiego Klucza Sukcesu            | Najlepsza instytucja kultury lub inicjatywa kulturalna 2005 (wyróżnienie nadano w 2006 r.)                          |
| 2008                                       | Certyfikat Dolnośląskiej Organizacji Turystycznej | Najciekawsza atrakcja turystyczna Dolnego Śląska w 2007 roku w kategorii Produkt Turystyki Miejskiej lub Kulturowej |
| 2015                                       | Wydawnictwo XPO Press (Stany Zjednoczone)         | Lwóweckie Lato Agatowe uznane za topową imprezę mineralogiczną w Europie                                            |